# Miriam Seegar
Miriam Seegar (1er septembre 1907 - 2 janvier 2011) est une actrice américaine de l'époque du cinéma muet.
Née à Greentown, elle a fait ses débuts au cinéma en 1928. Elle cessa son métier en 1933.
Elle était l'une des dernières célébrités du cinéma muet avec Barbara Kent et Carla Laemmle.

## Filmographie
- 1928 : Valley of the Ghosts, de G.B. Samuelson : Stella Nelson
- 1928 : The Price of Divorce, de Sinclair Hill : L'autre femme
- 1929 : Seven Keys to Baldpate (en), de Reginald Barker : Mary Norton
- 1929 : Fashions in Love, de Victor Schertzinger : Delphine Martin
- 1929 : When Knights Were Bold, de Tim Whelan : Lady Rowena
- 1917 : Le Docteur Amour (The Love Doctor) de Melville W. Brown : Grace Tyler
- 1930 : The Dawn Trail, de Christy Cabanne : June Denton
- 1930 : Big Money, de Russell Mack : Joan McCall
- 1930 : What a Man, de George Crone : Eileen Kilbourne
- 1930 : New Movietone Follies of 1930, de Benjamin Stoloff : Mary Mason
- 1930 : Clancy in Wall Street, de Ted Wilde : Katie Clancy
- 1931 : Madame Julie (The Woman Between), de Victor Schertzinger : Doris Whitcomb
- 1931 : The Lion and the Lamb, de George B. Seitz : Madge
- 1932 : False Faces, de Lowell Sherman : Lottie Nation
- 1932 : Out of Singapore, de Charles Hutchison : Mary Carroll Murray
- 1932 : Strangers of the Evening (en), de H. Bruce Humberstone : Ruth Daniels
- 1932 : The Famous Ferguson Case, de Lloyd Bacon : Mrs. Judd Brooks